# 5th Song
5th Song är Separations debut-EP, utgiven av Desperate Fight Records 1996.

## Låtlista[1]
1. "Realm" - 1:03
2. "Funeral" - 2:29
3. "Ballgame" - 2:46
4. "5th Song" - 2:58
5. "On Their Behalf" - 1:22
6. "Critic" - 9:19

## Personal[1]
- Axel Stattin - bas
- Jonas Lyxzén - trummor
- Lars Strömberg - gitarr, sång
- José Saxlund - sång på "5th Song"